# Muhammad Noer

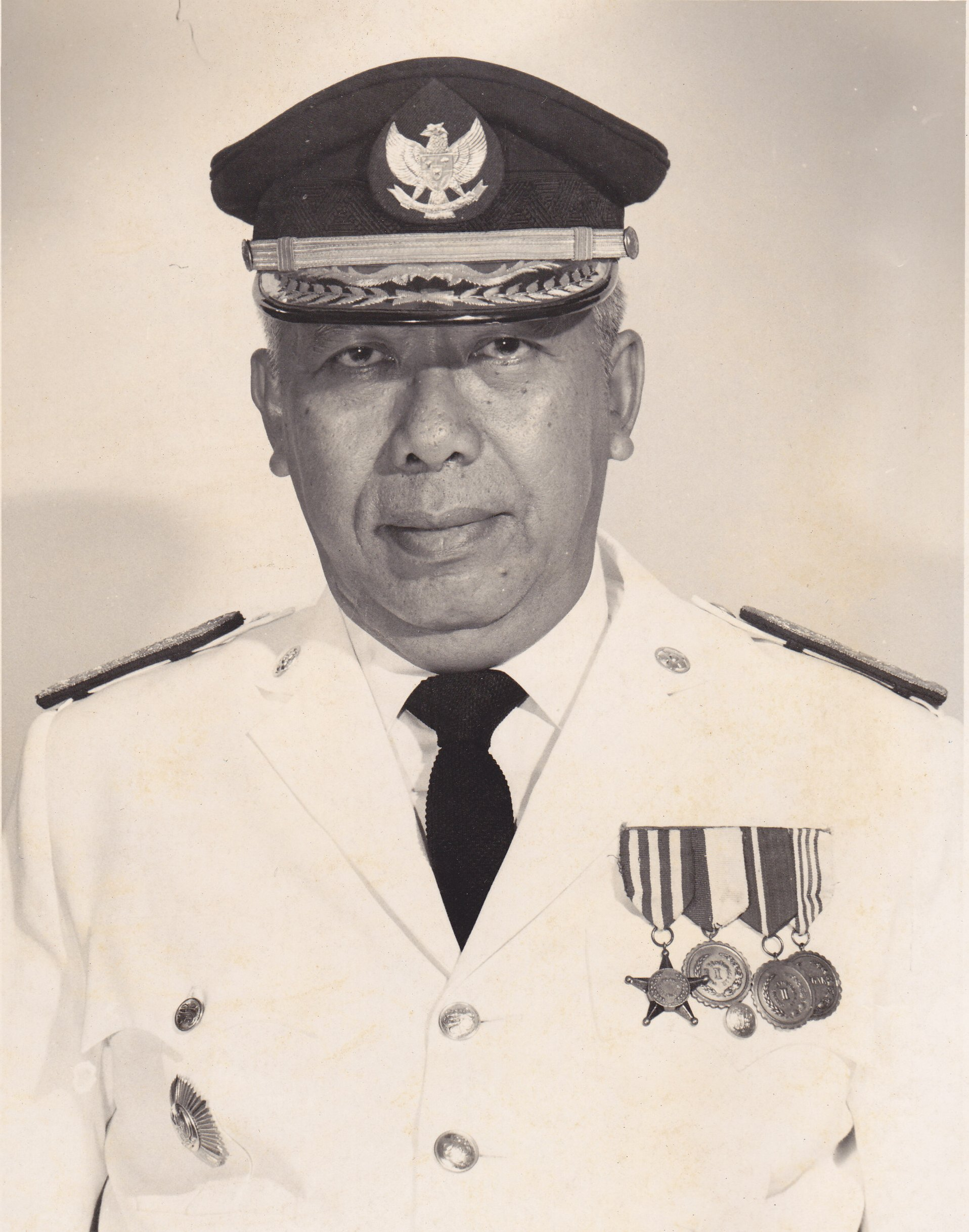
Muhammad Noer

Raden Panji Muhammad Noer (* 13. Januar 1918 in Beler Hamlet, Rong Tengah, Regierungsbezirk Sampang, Provinz Jawa Timur, Indonesien; † 16. April 2010 in Surabaya, Provinz Jawa Timur) war ein indonesischer Politiker.

## Biografie
Noer wurde zunächst 1950 Stellvertretender Regent des Regierungsbezirks Bangkalan in der Provinz Jawa Timur. In dieser Funktion entwarf er Planungen für den Bau einer Brücke zwischen Java und der Insel Madura. Knapp sechzig Jahre nach seinen Entwürfen ist seit Juni 2009 Madura über die Suramadu-Brücke (Jembatan Suramadu) mit der Insel Java verbunden.
Zwischen 1967 und 1976 war er Gouverneur der Provinz Jawa Timur. Im Anschluss war Noer dann von 1976 bis 1980 Botschafter in Frankreich.
Zuletzt war er von 1990 bis 1994 Mitglied der Kommission des Fernsehsenders SCTV (Surya Citra Televisi).